# Дубниківське сільське поселення
Дубникі́вське сільське поселення (рос. Дубниковское сельское поселение) — муніципальне утворення у складі Сернурського району Марій Ел, Росія. Адміністративний центр — присілок Дубники.

## Історія
Станом на 2002 рік існували Дубниківська сільська рада (присілки Андрюшенки, Дубники, Кочанур, Красна Горка, Лепьошкино, Марі-Шолнер, Тимино, Токтарово, Урмиж, Чібиж, Шукшиєр) та Токтамизька сільська рада (присілки Лаптево, Лівий Малий Сернур, Літник, Лоскутово, Малий Піжай, Нижній Малий Сернур, Оброніно, Скулкино, Токтамиж, Удільний Піжай). Пізніше присілки Кочанур, Чібиж Дубниківської сільської ради, присілки Лаптево, Лівий Малий Сернур, Літник, Малий Піжай, Нижній Малий Сернур, Токтамиж, Удільний Піжай Токтамизької сільської ради були передані до складу Сердезького сільського поселення.

## Населення
Населення — 1028 осіб (2019, 1192 у 2010, 1125 у 2002).

## Склад
До складу поселення входять такі населені пункти:
| Населений пункт        | Населення, осіб (2002) | Населення, осіб (2010) |
| ---------------------- | ---------------------- | ---------------------- |
| Андрюшенки, присілок   | 10                     | 13                     |
| Дубники, присілок      | 144                    | 170                    |
| Красна Горка, присілок | 50                     | 51                     |
| Лепьошкино, присілок   | 51                     | 48                     |
| Лоскутово, присілок    | 349                    | 366                    |
| Марі-Шолнер, присілок  | 173                    | 167                    |
| Оброніно, присілок     | 1                      | 4                      |
| Скулкино, присілок     | 34                     | 39                     |
| Тимино, присілок       | 105                    | 131                    |
| Токтарово, присілок    | 79                     | 93                     |
| Урмиж, присілок        | 49                     | 32                     |
| Шукшиєр, присілок      | 80                     | 78                     |